# بخش باترفیلد، واتونوان، مینه سوتا
بخش باترفیلد (به انگلیسی: Butterfield Township) یک منطقهٔ مسکونی در ایالات متحده آمریکا است که در شهرستان واتونون، مینه‌سوتا واقع شده‌است.
 بخش باترفیلد ۹۲٫۲ کیلومتر مربع مساحت و ۲۹۷ نفر جمعیت دارد و ۳۵۷ متر بالاتر از سطح دریا واقع شده‌است.